# Salomón Lerner Ghitis
Salomón Lerner Ghitis  (Lima, 4 de febrero de 1946) es un ingeniero industrial, empresario y político peruano. Fue Presidente del Consejo de Ministros desde el 28 de julio de 2011 hasta el 10 de diciembre del mismo año, en el inicio del Gobierno de Ollanta Humala.

## Biografía
Hijo de Moisés Lerner Frimcis y de Shprintze Ghitis Weingast. Hizo sus estudios escolares en el Colegio Anglo-Peruano (hoy Colegio San Andrés) de Lima. Estudió Ingeniería Industrial en la Universidad Nacional de Ingeniería. Realizó estudios de postgrado en el Instituto Tecnológico de Monterrey en México y en el Instituto Tecnológico de Haifa (Technion) en Israel.
Entre septiembre de 1997 y marzo de 1998 formó parte del directorio de Frecuencia Latina, cadena de televisión bajo el control de los hermanos Winter.
Fue presidente de directorio del NBK Bank y actualmente es director de GMoney S.A. De la misma manera, es miembro de la Asociación Civil Transparencia.

## Actividad pública
Como estudiante en la Universidad Nacional de Ingeniería, fue presidente de Acción Revolucionaria Estudiantil (ARE).
Durante el Gobierno de Juan Velasco Alvarado, fue nombrado gerente general de la Empresa Pública de Comercialización de Harina y Aceite de Pescado (EPCHAP) hasta 1977. Fue también agregado de Comercial en China.
Luego del Golpe de Estado al Gobierno del General Velasco, estuvo en el gobierno de Francisco Morales Bermúdez como Director de Comercio Exterior.
En 2002, fue nombrado Presidente de la Corporación Financiera de Desarrollo durante el gobierno de Alejandro Toledo.
Renunció al cargo en junio del 2002, tras unos audios difundidos en el Congreso de la República en los cuales Lerner le pidió a los hermanos Moisés y Alex Wolfenson (propietarios del Diario La Razón), que cambien su línea editorial y dejen de atacar al gobierno de Toledo.
Luego de la difusión de los audios, la Comisión de Fiscalización y la Comisión Permanente del Congreso de la República investigaron las presuntas presiones que habría recibido Moisés Wolfenson por parte de Lerner para que cambie la línea periodística del diario. Ambas comisiones del Congreso, en sus informes finales, recomendaron al Ministerio Público investigar a Lerner por tráfico de influencias.
Tras ello, Lerner fue investigado por el Ministerio Público por presunta comisión de delitos contra la libertad de expresión y tráfico de influencias, lo que fue archivado en 2003.
Para las elecciones generales del 2006, apoyó la candidatura de Ollanta Humala a la Presidencia de la República y de igual manera en las elecciones del 2011, en donde resultó victorioso. 

### Presidente del Consejo de Ministros (2011)
El 28 de julio de 2011, fue nombrado presidente del Consejo de Ministros por el expresidente Ollanta Humala.
El 25 de agosto de 2011, Lerner se presentó ante el Congreso de la República para sustentar la política general de gobierno y solicitó el voto de confianza a la representación, el cual fue aprobado con 87 votos a favor.
Permaneció en el cargo hasta el 10 de diciembre del mismo año, donde sorpresivamente renunció al cargo.